# RGB

Схема схрещування кольорів

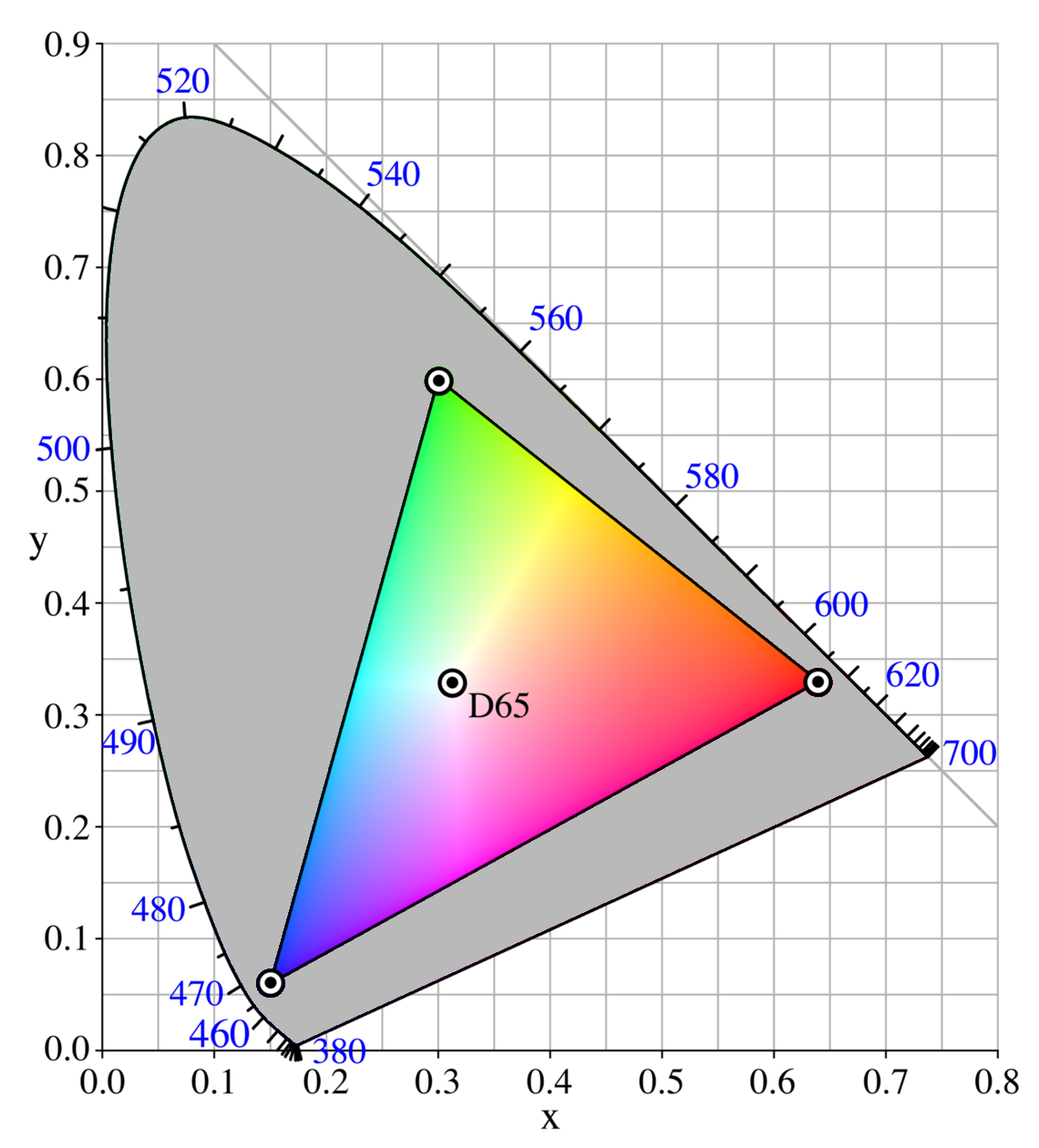
Обмеження RGB по можливості передачі кольорів

Тривимірне представлення моделі RGB

RGB (скорочено від англ. Red, Green, Blue — червоний, зелений, синій) — адитивна колірна модель, що описує спосіб синтезу кольору, за якою червоне, зелене та синє світло накладаються разом, змішуючись у різноманітні кольори. Широко застосовується в техніці, що відтворює зображення за допомогою випромінення світла.

## Кодування кольору
У даній моделі колір кодується градаціями складових каналів (Red, Green, Blue). Тому за збільшення величини градації котрогось каналу — зростає його інтенсивність під час синтезу.
Кількість градацій кожного каналу залежить від розрядності бітового значення RGB. Зазвичай використовують 24-бітну модель, у котрій визначається по 8 біт на кожен канал, і тому кількість градацій дорівнює 256, що дозволяє закодувати 2563 = 16 777 216  кольорів.
Колірна модель RGB призначена сприймати, представляти та відображати зображення в електронних системах, таких як телебачення та комп'ютери, хоча її також застосовували у традиційній фотографії. Вже до електронного віку, модель RGB мала за собою серйозну теорію, засновану на сприйнятті кольорів людиною.
RGB — апаратно-залежний простір кольорів
Типово приладами із RGB-входом є кольоровий телевізор і відеокамера, сканер і цифровий фотоапарат. 

## Переваги моделі
- Апаратна близькість із монітором, сканером, проектором, іншими пристроями;
- Велика колірна гама, близька до можливостей людського зору;
- Доступність багатьох функцій обробки зображення (фільтрів) у програмах растрової графіки;
- Невеликий (порівняно з моделлю CMYK) обсяг, проте ширший спектр кольорів.

## Недоліки
- Збереження імовірності помилки відображення кольорів на екрані монітора — невідповідно до кольорів, отриманих у результаті кольоропроби.

## sRGB
sRGB — стандарт RGB розроблений фірмами HP і Microsoft у 1996 році для використання в моніторах, принтерах, і Інтернеті. sRGB використовує рекомендації ITU-R BT.709, те ж, оскільки використовується в студійних моніторах і HDTV.